# Hyles jachani
Hyles jachani är en fjärilsart som beskrevs av Adolf G. Closs 1921. Hyles jachani ingår i släktet Hyles och familjen svärmare. Inga underarter finns listade i Catalogue of Life.